# Vjacseszlav Nyikolajevics Ivanov
Vjacseszlav Nyikolajevics Ivanov, oroszul: Вячеслав Николаевич Иванов (Moszkva, 1938. július 30. – 2024. augusztus 5.) olimpiai, világ- és Európa-bajnok szovjet válogatott orosz evezős.

## Pályafutása
Egy párevezősben versenyzett. Az 1956-os, az 1960-as és az 1964-es olimpián sorozatban három aranyérmet nyert. 1956 és 1967 között egy világbajnoki aranyérmet illetve négy Európa-bajnoki arany-, egy ezüst- és két bronzérmet szerzett.

## Sikerei, díjai
- Olimpiai játékok – egypárevezős
  - aranyérmes (3): 1956, Melbourne, 1960, Róma, 1964, Tokió
- Világbajnokság – egypárevezős
  - aranyérmes: 1962
- Európa-bajnokság – egypárevezős
  - aranyérmes (4): 1956, 1959, 1961, 1964
  - ezüstérmes: 1967
  - bronzérmes (2): 1957, 1958